# U.S. Marshals (film)
Pour l'agence américaine, voir United States Marshals Service.
Série
Le Fugitif
(1993)
Pour plus de détails, voir Fiche technique et Distribution.
U.S. Marshals ou Des hommes de loi au Québec est un film américain réalisé par Stuart Baird et sorti en 1998. C'est la suite du film Le Fugitif, réalisé par Andrew Davis et sorti en 1993. Tommy Lee Jones y reprend son rôle de l'US Marshal Samuel Gerard.
Dans ce film, les Marshals traquent le détenu Mark Sheridan, incarné par Wesley Snipes, qui a une histoire complexe. De son côté, Sheridan essaiera de prouver son innocence en confondant ses adversaires.
Le film reçoit des critiques mitigées. Produit pour 45 millions de dollars, il rapporte cependant plus de 102 millions de dollars au box-office mondial.

## Synopsis
Deux agents spéciaux du Service de sécurité diplomatique (DSS) sont tués alors qu'ils tentaient d'intercepter un échange de mallettes qui a lieu dans un parking des Nations unies à New York. Les meurtres sont filmés par une caméra de sécurité, mais le criminel s'échappe avec des informations top secrètes.
Des mois plus tard, l'US Marshall Samuel Gerard et son équipe coincent les frères Conroy et leurs familles chez eux. Ils célèbrent ensuite cette prise, surtout après avoir vu les informations télévisées. Entre-temps, le chauffeur d'une dépanneuse Mark Warren est arrêté pour possession d'armes illégales à la suite d'une collision de véhicules à Chicago, après une brève hospitalisation. Grâce à une vérification des empreintes digitales, la police détermine qu'il s'agit en fait du fugitif fédéral Mark Roberts, recherché pour un homicide. Cette nuit-là, Roberts monte à bord d'un avion de transport de prisonniers pour retourner à New York via Memphis, partageant le vol avec Gerard, qui escorte des prisonniers sans rapport avec le cas de Roberts. Ce dernier déjoue une tentative d'assassinat par un prisonnier avec une arme à feu improvisée, mais la balle fait sauter une fenêtre qui dépressurise la cabine, tuant le prisonnier et un autre marshal. Les pilotes tentent un atterrissage d'urgence mais l'avion endommagé s'écrase dans la rivière Ohio dans le sud de l'Illinois. Alors que l'avion coule, Gerard aide à sauver d'autres maréchaux et officiers pendant qu'ils récupèrent les prisonniers survivants, mais découvre que Roberts s'est échappé. Huit heures plus tard, l'agent spécial du DSS John Royce est chargé de rejoindre l'équipe de Gerard et d'autres officiers pour chasser Roberts, au grand dam de Gerard quant à son potentiel d'assistance.
Roberts s'enfuit à New York après avoir échappé à une rencontre proche de la mort avec les forces de l'ordre au cours de laquelle Gerard et son équipe l'ont coincé dans un marécage du Kentucky. Une fois à New York, il sécurise de l'argent, des armes et de fausses pièces d'identité d'un ancien camarade des US Marine Corps. Roberts commence à surveiller un diplomate chinois nommé Xiang Chen. À Chicago, Gerard et les maréchaux poursuivent plusieurs pistes, dont la petite amie de Roberts, Marie Bineaux, ainsi que le mécanicien d'avion qui a caché le pistolet zip, que les maréchaux trouvent assassiné par Chen. Gerard et ses collègues parviennent à accéder aux images de surveillance des meurtres dans le parking et se rendent compte que Roberts a agi en état de légitime défense et portait des gants. ainsi, il n'aurait pas été identifié par des empreintes digitales sur les lieux, comme cela avait été affirmé précédemment. Confronté aux preuves, le directeur du DSS, Bertram Lamb, admet à Gerard et à sa superviseure principale Katherine Walsh que Mark Roberts est en fait Mark Sheridan, un ancien agent de la division des activités spéciales de la CIA et un ancien des Marines, qui est apparemment devenu un méchant lors d'une enquête pour découvrir un espion au sein du département d'État américain qui vendait des renseignements classifiés au gouvernement chinois. Chen était le contact livrant l'argent à Sheridan pour l'information et lorsque les agents spéciaux du DSS ont tenté de l'appréhender, Sheridan les a tués en état de légitime défense et s'est enfui.
Finalement, Gerard et son équipe rattrapent Sheridan au cimetière de Queens Hill[Où ?] où il rencontre et menace d'exposer l'agent spécial du DSS Frank Barrows comme l'un des conspirateurs qui l'ont piégé. Chen tente d'assassiner Sheridan alors qu'il quitte le cimetière, mais tue par inadvertance Barrows à la place. Sheridan s'échappe dans une maison de retraite à proximité, suivi de Gerard, Royce et du sous-maréchal Noah Newman. Pendant ce temps, Chen est appréhendé et détenu par les maréchaux adjoints Savannah Cooper et Bob Biggs. À l'établissement de soins pour personnes âgées, Newman surprend une lutte physique et entre dans une pièce où il voit Royce tenir Sheridan sous la menace d'une arme. Royce tire soudainement sur Newman avec son arme et donne plus tard de fausses informations à Gerard, affirmant que Sheridan a tiré sur Newman. Sheridan s'échappe en se balançant du bâtiment sur le toit d'une rame de métro qui passe. Newman meurt de ses blessures par balle en route vers l'hôpital.
Après avoir récupéré les empreintes digitales d'un véhicule abandonné sur un quai de chargement maritime, Gerard retrouve Sheridan sur un cargo à destination du Canada. Au cours d'une bataille entre Sheridan et Gerard à bord du navire, Royce tire sur Sheridan, le blessant. Sheridan est ensuite placé en garde à vue. Gerard commence à soupçonner Royce d'être la taupe lorsqu'il remarque que l'arme à feu qui a tiré sur Newman avait son numéro de série déposé (dans une tentative de le cacher), était en fait la propre arme de Royce plus tôt. Laissé seul pour garder la chambre d'hôpital de Sheridan, Royce réveille Sheridan pour l'assassiner, mais Gerard intervient, confronte Royce, puis le tue en état de légitime défense. Après avoir quitté l'hôpital, les accusations portées contre Sheridan sont abandonnées car il est disculpé et libéré, il retrouve sa petite amie Marie. Gérard et son équipe portent un toast à Newman.

## Fiche technique
- Titre original et français : U.S. Marshals
- Titre québécois : Des hommes de loi
- Réalisation : Stuart Baird
- Scénario : John Pogue (en), d'après les personnages créés par Roy Huggins
- Musique : Jerry Goldsmith
- Photographie : Andrzej Bartkowiak
- Montage : Terry Rawlings
- Casting : Amanda Mackey et Cathy Sandrich
- Direction artistique : Bruce Alan Miller et Mark Worthington
- Décorateur : Gene Serdena (en)
- Création des décors : Maher Ahmad
- Costumes : Louise Frogley
- Production : Anne Kopelson et Arnold Kopelson
  - Production déléguée : Keith Barish (en) et Roy Huggins
  - Coproduction : Stephen Joel Brown
  - Production associée : Glenn Richard Côté et Linda Warren
  - Coproduction exécutive : Wolfgang Glattes
- Sociétés de production : Warner Bros. Pictures et Kopelson Entertainment
- Société de distribution : Warner Bros. (États-Unis et France)
- Budget : 45 millions de dollars
- Pays de production :  États-Unis
- Langue originale : anglais
- Format : couleurs - (Technicolor) - 1,85:1 - son DTS / Dolby Digital / SDDS
- Genre : action, thriller et policier
- Durée : 131 minutes
- Dates de sortie :
  - États-Unis : 6 mars 1998
  - France : 15 avril 1998
- Classification :
  - États-Unis : PG-13 (certificat #35906 Rated PG-13 - violence et langage)
  - France : tous publics
  - Suisse : 12 (canton de Genève et canton de Vaud)

## Distribution
- Tommy Lee Jones (VF : Claude Giraud ; VQ : Éric Gaudry) : l'U.S. Marshal Samuel Gerard
- Wesley Snipes (VF : Thierry Desroses ; VQ : Jean-Luc Montminy) : Mark J. Sheridan / Warren / Mark Roberts
- Robert Downey Jr. (VF : Daniel Lafourcade ; VQ : Carl Béchard) : l'agent spécial John Royce
- Joe Pantoliano (VF : Philippe Peythieu ; VQ : Sébastien Dhavernas) : l'U.S. Marshal Cosmo Renfro
- Daniel Roebuck (VF : Bertrand Arnaud ; VQ : Marc Bellier) : l'U.S. Marshal Robert Biggs
- Tom Wood (en) (VF : Serge Faliu ; VQ : François Godin) : l'U.S. Marshal Noah Newman
- LaTanya Richardson (VF : Martine Meiraghe ; VQ : Sophie Faucher) : l'U.S. Marshal Savannah Cooper
- Irène Jacob (VF : elle-même ; VQ : Nathalie Coupal) : Marie Bineaux, petite amie de Mark J. Sheridan
- Kate Nelligan (VF : Danielle Volle ; VQ : Élizabeth Lesieur) : l'U.S. Marshal Catherine Walsh
- Patrick Malahide (VF : Hervé Bellon ; VQ : André Montmorency) : Bertram Lamb, directeur du DSS
- Rick Snyder (VF : Hervé Jolly) : l'agent spécial Frank Barrows
- Michael Paul Chan (VF : Michel Ré) : Xian Chen, attaché culturel de Chine aux Nations unies
- Johnny Lee Davenport (VF : Christian Peythieu) : l'U.S. Marshal Henry

- Donald Li : l'inspecteur Kim
- Marc Vann : l'U.S. Marshal Jackson
- Michael Guido (VF : Bruno Carna) : l'automobiliste distrait
- Karen Vaccaro (VF : Laure Sabardin) : la caissière de l'hôpital
- Don Gibb : Mike Conroy
- Vaitiare Bandera (VF : Julie Dumas) : Stacia Vela
- Don Herion (VF : Yves Barsacq) : l'inspecteur Caldwell
- Matt DeCaro : l'U.S. Marshal Stern
- Thomas Rosales Jr. : un prisonnier du 727
- James Sie : Vincent Ling
- Steve King (VF : Jean-Pierre Leroux) : le pilote du 727
- Tracy Letts (VF : Jean-François Aupied) : le shérif Poe
- Mark Morettini (VF : Lucien Jean-Baptiste) : un policier
- Ray Toler (VF : Michel Tugot-Doris) : Earl
- Brenda Pickleman (VF : Anne Ludovik) : Martha
- Peter Burns : le capitaine des troupes d'État
- Rose M. Abdoo (VF : Catherine Artigala) : Donna
- Lorenzo Clemons (VF : Sylvain Lemarié) : Stark
- Richard Thomsen (VF : Pierre Baton) : le portier
- Meg Thalken (VF : Hélène Chanson) : la serveuse du Saks

## Sortie et accueil

### Accueil critique
Le film a reçu des critiques mitigées. Le site Rotten Tomatoes ont donné au film une note de 26 % basée sur les critiques de 34 critiques, avec une note moyenne de 5⁄10. Chez Metacritic, U.S. Marshals obtient un score de 47⁄100 sur 20 avis. Les spectateurs interrogés par CinemaScore ont attribué au film une note moyenne de "A-" sur une échelle de A + à F.

### Box-office
Le film a été un succès commercial modeste, rapportant 57 167 405 $ aux États-Unis, et 45 200 000 $ dans le reste du monde, portant le total à 102 367 405 $, pour un budget de production estimé à 45 millions $. Il totalise 451 575 entrées en France et 593 547 entrées en Allemagne.
Il ne rencontre pas l'énorme succès public du Fugitif, qui avait réuni 3 555 136 entrées en France et 1 956 335 entrées en Allemagne et a totalisé 368 875 760 $ de recettes mondiales, dont 183 875 760 $ aux États-Unis, qui lui bénéficiait d'un budget estimé à 44 millions $ .
| Pays ou région    | Box-office      | Date d'arrêt du box-office | Nombre de semaines |
| ----------------- | --------------- | -------------------------- | ------------------ |
| États-Unis Canada | 57 167 405 $    | -                          | -                  |
| France            | 451 575 entrées | -                          | -                  |
| Total mondial     | 102 367 405 $   | -                          | -                  |

## Distinctions

### Nominations
- Blockbuster Entertainment Awards 1999 :
  - Meilleur duo de film d'aventures pour Tommy Lee Jones et Wesley Snipes